# Vitória-ASC/2006
Deze pagina geeft een overzicht van de wielerploeg Vitória-ASC in 2006. 

## Algemeen
Algemeen manager: António Da Silva Campos
Ploegleider: José Augusto Oliveira e Silva
Fietsmerk: Lapierre

## Renners
| #  | Naam                         | Geboortedatum | Leeftijd | Nationaliteit | Ploeg 2005                       |
| -- | ---------------------------- | ------------- | -------- | ------------- | -------------------------------- |
| 1  | Paulo Barroso                | 29-10-1972    | 33       | Portugal      | Milaneza Maia                    |
| 2  | Vítor Bruno Martins Carvalho | 17-05-1983    | 23       | Portugal      | Neoprof                          |
| 3  | Fidel Jeobani Chacón         | 10-02-1980    | 26       | Colombia      | -                                |
| 4  | Pedro Miguel Fernandes Costa | 20-11-1977    | 28       | Portugal      | -                                |
| 5  | José Manuel de Sousa         | 20-09-1980    | 25       | Portugal      | -                                |
| 6  | Victoriano Fernández         | 07-07-1973    | 32       | Spanje        | -                                |
| 7  | Joaquin Garcia Hernandez     | 16-04-1983    | 23       | Spanje        | Neoprof                          |
| 8  | Gilberto Martins             | 26-12-1980    | 25       | Portugal      | L.A. Alumínios - Liberty Seguros |
| 9  | José Miguel Martins          | 01-04-1984    | 22       | Portugal      | -                                |
| 10 | Hermano Vieira               | 17-07-1980    | 25       | Portugal      | -                                |

## Overwinningen
De ploeg behaalde geen overwinningen in 2006. José Miguel Martins behaalde wel een 3e plaats op het Portugees kampioenschap tijdrijden.
2005 · 2006 · 2007